# Bobby Wilson (giocatore di football americano)
Robert Wilson (Chicago, 4 marzo 1968 – Lansing, 7 maggio 2023) è stato un giocatore di football americano statunitense che ha giocato nel ruolo di defensive tackle nella National Football League (NFL). Fu scelto nel corso del primo giro (17º assoluto) del Draft NFL 1991 dai Washington Redskins. Al college giocò a football alla Michigan State University.

## Carriera professionistica
Wilson fu scelto nel corso del primo giro del Draft 1991 dai Washington Redskins con cui nella sua stagione da rookie vinse il Super Bowl XXVI battendo i Buffalo Bills. La sua carriera si chiuse già nel 1994 dopo avere disputato 42 partite con 11 sack.

## Vittorie e premi
- Super Bowl : 1

Washington Redskins: XXVI
- National Football Conference Championship: 1

Washington Redskins: 1991

## Statistiche
| Partite totali      | 42   |
| Partite da titolare | 24   |
| Sack                | 11,0 |
| Intercetti          | 0    |